# 西村颯平
西村 颯平（にしむら そうへい、1992年8月20日 - ）は、元ラグビーユニオン選手。

## 略歴
洛西ラグビースクールでラグビーを始めた。
伏見工業高校時代、高校日本代表候補に選ばれた。
2011年、立命館大学に入学。2012年、U20日本代表候補に選ばれた。
2014年、立命館大学ラグビー部の主将に就任した。
2015年、立命館大学卒業後、ヤマハ発動機ジュビロ(現・静岡ブルーレヴズ)に加入。同年12月6日に行われたジャパンラグビートップリーグ第4節のコカ・コーラレッドスパークス戦に途中出場で公式戦初出場を果たす。
2025年5月、静岡ブルーレヴズを退団、選手引退した。